# Pablo Nahar
Juan Pablo Nahar (Paramaribo, 28 mei 1952 – Amsterdam, 2 oktober 2024 ) was een Surinaams-Nederlands musicus en componist. Hij speelde contrabas en in mindere mate basgitaar en leidde verschillende muziekensembles. Hij was een van de pioniers in de Paramaribop en wordt de Grand Old Man van de Surinaamse jazzmuziek genoemd.

## Biografie
Hij was zoon van een echtpaar waarvan de vader bij Suralco werkte; een logische opleiding na het gymnasium was een studie chemie, niet aan de universiteit maar aan de Hogere technische school aan de Amsterdamse Europaboulevard. 
Hij kreeg als kind gitaarles op de muziekschool van Cultureel Centrum Suriname; hij had naar eigen zeggen alleen belangstelling voor de dikke snaren (lage tonen). Het instrumentarium van de school bestond eigenlijk alleen uit in Nederland afgekeurde instrumenten. Hij kon van een medestudent een Eko-basgitaar krijgen. Met die basgitaar speelde hij ijn beatbandje The Federation of Music. Inspiratie voor de jazz kreeg hij door het radioprogramma Jazz in het moderne idioom en de herkenningstune van dat programma Anthropology van Charlie Parker. Door verkering met een dochter van een contrabassist maakte hij kennis met dat strijkinstrument. Hij kon tijdens zijn HTS-periode een Fender basgitaar aanschaffen en verdiepte zich in de bassisten Arjen Gorter in Victor Kaihatu; het betekende in 1973 het eind van zijn studie. Ook de opleidingen bassist aan het Conservatorium van Amsterdam (hij wilde niet in een orkest spelen) en en Den Haag maakte hij niet af. Hij studeerde thuis verder op de bas ondersteund door jazzplaten. Hij werd in die periode door Jan Akkerman om mee te gaan op tournee door Scandinavië. Improviseren leerde hij onder meer bij Hans Dulfer (uitspraak: Pablo, solo!) in de jaren tachtig. 
Medio jaren 1970 leidde hij al zijn eigen ensemble, het Pablo Nahar Quartet, met verder Robert Sordam (zang), Wilfred Kempenaar (gitaar) en Dennis Breidel (drums) in de gelederen. Dit kwartet betekende voor hem een andere muzikale koers. Ze speelden nummers van onder meer Charlie Parker met tekst voorzien door Sordam.
Verder verbleef hij een tijd in New York waar hij bijleerde van Frank Foster, de saxofonist en componist van het orkest van Count Basie.
Hij had ook zitting in studieorkest Oktopedians van Herman de Wit (Herbie White; jaren zeventig). 
In 1981 was hij met Glenn Gaddum (piano) en Eddy Veldman (drums) de oprichter van het Surinam Music Ensemble (SME). ,  Geïnspireerd door de bop van Dizzy Gillespie en Charlie Parker ontwikkelden ze met verschillende musici het nieuwe genre Paramaribop, wat een fusie is van de harmonieën uit de bop en jazz met de ritmes uit de Surinaamse kaseko en kawina.,  SME kende in de loop van de jaren verschillende personeelswisselingen.
Vervolgens speelde hij voor Farawe (letterlijk Ver van huis; einde jaren tachtig) , met de Edammer Kees Smit (saxofoon), de Amerikaan Tristan Honsinger (cello) en Senegalees Djibril N'Doye (conga). Het speelde muziek in de stijl van Anthony Braxton en daarin was een belangrijke plaats weggelegd voor improvisatie nadat eenmaal een thema was ingezet.
Verder speelde hij onder meer in Choramundo, De Perikels, Scope, 4Sure, SurFive en Royal Four. Paramaribop had ook invloed op andere artiesten die in Nederland in zijn ensembles speelden, onder wie Efraïm Trujillo (saxofonist), Anton Goudsmit (gitarist), Jeroen Vierdag (bassist), Martijn Vink (drums). en Olaf keus (slagwerk). 
Rond het jaar 2000 richtte Pablo, samen met Olaf Keus (drums), Robin van Geerke (piano) en Efraïm Trujillo (saxofoons), de band 4SURE op. Dit resulteerde in de release van hun debuutalbum Brujeria in 2003, gevolgd door hun laatste album Freedom of Speech in 2008, waarop Mark Milan te horen is op piano. De band toerde door Suriname, Zuid-Afrika, Frans-Guyana, Spanje en Brazilië, en traden op op alle grote podia in Nederland. 
In de jaren 2010 was hij een van de docenten van het Conservatorium van Suriname.,,  Hij werd wel de Grand Old Man van de Surinaamse jazzmuziek genoemd.,
Hij werd in 2024 onderscheiden met de Lifetime Achievement Award van het jazzprogramma Touch of Jazz dat sinds 1976 wordt uitgezonden op Radio ABC. In dat jaar speelde hij met Gaddum en Veldman op het North Sea Jazz.
Pablo Nahar woonde in Nederland en Suriname, vooral in de Nederlandse koudere perioden; hij kon niet wennen aan het Nederlandse klimaat.   Hij stond op 2 oktober 2024 op het punt om naar Suriname te reizen toen hij plotseling thuis in Amsterdam overleed. Hij is 72 jaar oud geworden.